# KSV 루셀라레
KVC 루셀라레(K.S.V. Roeselare)는 벨기에 루셀라레를 연고로 하는 프로 축구 클럽이다. 등록번호 (matricule)는 134호이다. 벨기에 프로리그에 진출했던 마지막 시즌은 2005-06년 시즌부터 2009-10년 시즌까지이다.

## 역사
루셀라레 최초의 축구 구단은 1900년에 몇몇 학생들이 결성한 '더페레너흐더 프린던' (De Verenigde Vrienden)이 최초로, 이후 레드스타 루셀라레로 이름을 바꾸었다. 1902년에는 유니옹 스포르티브 룰레르 (Union Sportive Roulers)라는 이름으로 벨기에 축구협회에 등록되었지만 재정적 문제로 인하여 1909년 폐단되었다. 이듬해에는 '스포르트베레너힝 루셀라러' (Sportvereniging Roeselare, 천주교 구단)과 F.C. 루셀라레 (F.C. Roeselare, 비천주교 구단)가 각각 창단되었으나그로부터 몇 년 지나지 않은 1914년 제1차 세계 대전이 발발하는 바람에 양 구단의 활동은 사실상 중단되고 만다.
그로부터 7년 후인 1921년에는 S.K. 루셀라레 (S.K. Roeselare)가 창단되고, 등록번호 134호를 부여받았다. F. C. 루셀라레는 286호 구단이 되었다. 다만 1999년 F.C. 루셀라레가 S.K. 루셀라레로 합병되어 K.S.V. 루셀라레가 되었을 당시에는 SK 쪽의 134호를 유지하게 되었다. 2005년에는 벨기에 2부 리그 결승전에서 우승함으로서 사상 처음으로 벨기에 프로리그에 진출하였다.

## 역대 감독
| 감독            | 임기        |
| --------------- | ----------- |
| 크리스토프 가멜 | 2019 ~ 2020 |